# 振戦
振戦（しんせん、震顫、振顫。英:Tremor）とは筋肉の収縮、弛緩が繰り返された場合に起こる不随意のリズミカル運動である。振戦はだれしも起こりうる症状でストレス、不安、疲労、アルコールの離脱症状（禁断症状）、甲状腺機能亢進症（甲状腺の働きが過剰になる）、カフェイン摂取、刺激薬（エフェドリンなど）の使用などで出る場合がある。ふるえともいう。

## 病態
- ふるえる速さ（振動数）
- ふるえの大きさ（振幅）
- 動き：粗いもしくは細かい
- 振戦が起こる頻度
- 重症度
- 発生時の状態：安静時もしくは活動時か何か意図的な動きをした後

## 分類
- 休止時振戦
- 活動時振戦
  - 運動時振戦
  - 姿勢時振戦

## 種類
- 本態性振戦（家族性振戦）
- 安静時振戦
- 企図振戦（小脳性振戦）
- 羽ばたき振戦（アステリクシス）
- 姿勢振戦
- 動作時振戦
- 生理的振戦
- 甲状腺機能亢進症
- 書痙